# Recinto Amurallado de Toga
Del recinto amurallado de Toga, en la comarca del Alto Mijares, en la actualidad solamente quedan unos portales, los Portales de San Antonio y el Portalet, razón por la cual este monumento es conocido también por estos nombres. Se trata pues de los restos de las puertas de acceso al núcleo poblacional, de un circuito de murallas que rodeaba la antigua población de Toga en época musulmana. Está catalogado, de modo genérico, y sin presentar anotación ministerial, como Bien de Interés Cultural, con el código identificativo autonómico 12.08.113-002.

## Historia
La población de Toga debió tener sus orígenes en una alquería árabe, que fue haciéndose cada vez más grande y adquiriendo estructuras fortificadas para proteger el asentamiento, dando lugar en un primer momento al antiguo castillo y posteriormente a las murallas que rodeaban la población. Como todo recinto amurallado, para conectarse con el exterior utilizaba portales, que son lo que en la actualidad se ha conservado de las antiguas murallas. Cuando las tropas del rey Jaime I de Aragón conquista estas tierras, la población adquiría la categoría de baronía, empezando a dejar de tener tanta importancia el castillo como enclave estratégico. Mucho más tarde, ya entrado el siglo XIX Toga volvió a tener protagonismo como escenario de las batallas durante las guerras carlistas.

## Descripción
El Portal de San Antonio, conocido también como Arco de San Antonio, recibe este nombre porque conserva, en su parte de arriba del arco, una pequeña capilla dedicada a San Antonio Abad. El portal se localiza en la parte meridional de la población, y comunica la calle de Aragón (que es paralela de la carretera CV-20) con el interior del núcleo urbano.
Este resto de la muralla está formado por un pasadizo abierto al exterior e interior por sendos arcos de medio punto. El arco que da a la parte interna de la muralla es más ancho y está más rebajado que la parte externa. Se supone que antiguamente el lugar que ocupa hoy la capilla era parte de una torre defensiva por debajo de la cual se producía el acceso a la ciudad. Más tarde, cuando la muralla dejó de tener uso defensivo y parte de ella desapareció, la torre quedó convertida en parte en edificios de uso privado para casas, y otra parte se transformó en una capilla sobre el arco. La capilla presenta aspecto de cubo con cubierta en forma de cúpula de tejas que se asienta en un tambor poligonal (apoyado en pechinas, que descargan su peso en columnas) con decoración pictórica. El acceso a la capilla se hace por la vivienda contigua a la que el portal está adherido.
En la cara interior del arco, la capilla presenta una barandilla de forja que permite tener visibilidad del altar (que es de obra), en forma de retablo policromado con la imagen del Santo en la hornacina central.
En cuanto al sistema constructivo del Portal de San Antonio, es a base de mampostería y sillares, aunque también se emplea el ladrillo. Los elementos arquitectónicos que presenta, hay que destacar el arco de piedra que se encuentra tapado por gran número de capas de cal, que soporta las dos hojas de la puerta. Interiormente el arco es rebajado.
Por su parte, el Portalet, muestra como sistema constructivo el sillarejo, empleado en la construcción de las dos arcadas.
El estado de conservación de estos restos es regular, pese a que han sufrido alguna intervención a lo largo de la historia. Actualmente es de propiedad pública y se pueden visitar ya que están en espacio abierto.